# ホセ・セルパ
ホセ・ロドルフォ・セルパ・ペレス（José Rodolfo Serpa Perez、1979年4月17日 - ）は、コロンビア、コロサル出身の元自転車競技（ロードレース）選手。イタリアのプロチーム、ランプレ・メリダ所属。

## 経歴
2003年
- パンアメリカン選手権・個人タイムトライアル(ITT)優勝。

2004年
- パンアメリカン選手権
  - マディソン 優勝
  - 団体追い抜き優勝。

2006年、セッラメンティ PVC ディキジョバンニ・アンドローニ ジョカットーリ（現 アンドローニ・ジョカットーリ）と契約を結んでプロロード選手となる。
- ジロ・デ・イタリアに出場し、総合122位。
- パンアメリカン選手権・個人ロードレース優勝。
- 中央アメリカ&カリビアン大会・ITT優勝。
- UCIアメリカツアー総合優勝。
- ブエルタ・ア・ベネズエラ 総合優勝

2007年
- ツール・ド・ランカウイ 総合2位

2008年
- ツール・ド・サンルイス 総合4位
- ジロ・デル・トレンティーノ 総合9位

2009年
- ツール・ド・サンルイス 区間1勝(第4)・総合3位
- ツール・ド・ランカウイ 区間1勝(第5)・総合優勝。
- ジロ・デ・イタリア 総合13位。

2010年
- ツール・ド・サンルイス 総合2位
- セッティマーナ・インテルナツィオナーレ・ディ・コッピ・エ・バルタリ 区間1勝(第2)・総合3位
- セッティマーナ・ロンバルディア 区間1勝(第4)・総合8位
- ジロ・デル・トレンティーノ 総合7位
- メモリアル・マルコ・パンターニ 2位

2011年
- ツール・ド・サンルイス 区間1勝(第2)・総合2位
- ジロ・デッラ・プロヴィンチャ・ディ・レッジョ・カラブリア 総合2位
- ジロ・ディ・サルデーニャ 総合2位
- ジロ・デル・フリウーリ 優勝
- セッティマーナ・チクリスティカ・ロンバルディア 総合4位

2012年
- ツール・ド・サンルイス 総合5位
- ツール・ド・ランカウイ 区間2勝(第5・第6)・総合優勝。
- グラン・プレミオ・インドゥストリア・エ・コッメルチョ・アルティジャナート・カルナゲーゼ 5位

2013年、ランプレ・メリダに移籍。
2015年引退。